# Estado de Alwar
El estado de Alwar es un estado principesco de Naruka Rajputs con su capital en Alwar en India. Fundada en 1770 CE por Pratap Singh Prabhakar, su gobernante reinante, el maharajá Sir Tej Singh Prabhakar Bahadur, firmó la adhesión a la Unión India el 7 de abril de 1949.

## Historia
Tras la partición de la India en 1947, Alwar accedió al dominio de la India y las fuerzas del estado participaron y alentaron las matanzas y la expulsión de su población musulmana. El 18 de marzo de 1948, el estado se fusionó con tres estados principescos vecinos (Bharatpur, Dholpur y Karauli) para formar la Unión Matsya. Esta unión a su vez se fusionó con la Unión de la India. El 15 de mayo de 1949, se unió a otros estados principescos y al territorio de Ajmer para formar el actual estado indio de Rajasthan.

## Gobernantes del estado de Alwar
- Pratap Singh Prabhakar (reinado: 1770-1791) Maharajá de Alwar; fundador del reino de Alwar
- Bakhtawar Singh Prabhakar (reinado: 1791-1815), maharajá de Alwar
- Viney Singh Prabhakar (reinado: 1815-1857), maharajá de Alwar
- Sheodan Singh Prabhakar (reinado: 1857-1874), maharajá de Alwar
- Mangal Singh Prabhakar (reinado: 1874-1892), maharajá de Alwar
- Jai Singh Prabhakar (reinado: 1892-1937), maharajá de Alwar
- Tej Singh Prabhakar (reinado: 1937-1947), maharajá de Alwar; siguió siendo el rey titular hasta su muerte en Nueva Delhi (febrero de 2009).
- Jitendra Singh Prabhakar, actual maharajá de Alwar (titular) desde febrero de 2009. [2]

## Reliquias
El Palacio de la ciudad de Alwar, o Vinay Vilas, construido en 1793 por Raja Bakhtawar Singh, es ahora una oficina administrativa del distrito.

## Ganancia
Los ingresos del estado en 1901 fueron de 3.200.000 rupias.